# 1500

## Esdeveniments
- Cèsar Borgia és nomenat Capità General de l'Església.
- 30 de gener - Vicente Yáñez Pinzón descobreix l'eixida al mar del riu Amazones.
- 11 de novembre - Granada: Lluís XII de França i Ferran el Catòlic hi signen el Tractat de Granada per repartir-se el Regne de Nàpols.

## Naixements
- Gant (Bèlgica) - Carles d'Habsburg, futur Emperador Carles V.
- 3 de novembre - Florència (Itàlia): Benvenuto Cellini, orfebre, pintor, escultor, soldat i músic italià del Renaixement (m. 1571).[1]

## Necrològiques
- Assassinat d'Alfons d'Aragó, espòs de Lucrècia Borja, instigat per Cèsar Borja.
- 20 de juliol - Granada: Miquel da Paz, infant de Portugal i príncep d'Astúries